# Gummigutta
För andra betydelser, se Gummigutta (olika betydelser).
Gummigutta är en form av gummiharts som utvinnes ur växter och som bland annat används  till framställning av vissa färger och läkemedel.  
Gummigutta är vanligen gulaktigt till färgen, som förekommer i barken, märgen, bladen och frukterna av olika arter av släktet Garcinia, som växer i Thailand och Kambodja. Det utvinns från trädet Garcinia hanburyi, som tillhör familjen Guttifaræ (Clusiaväxter), därav namnet.
Mjölksaften får sippra ut genom snitt i träden, oftast så att man strax ovanför markytan och upp till en höjd av 3 meter gör en skruvformad inskärning. Saften flyter längs spåret och samlas upp nedtill i lämpliga behållare där den under någon månad får stelna.
Gummigutta består till 70 – 80 % av ett gult, i vatten olösligt harts, 15 – 20 % gummi, medan resten är vatten och föroreningar.  På grund av sin sammansättning kan det varken lösas i vatten eller alkohol, men bildar lätt en vacker gul emulsion med vatten, varvid gummit löser sig och håller de gula hartspartiklarna emulgerade.

## Användning
Gummigutta har använts som bindemedel i fernissor, och i pulvriserad form har det också använts som gult pigment, som dock är mycket obeständigt. I den internationella pigmentdatabasen Colour Index har det benämningen C.I. Natural Yellow 24 (Gamboge).
Gummigutta har även använts som laxativ. Det verksamma ämnet utgörs där av gambogiasyra, som har en skarp, obehaglig smak och är mycket giftigt.
Bland HTML-färgerna för bildskärmar finns en som kallas Gamboge, det engelska ordet för gummigutta. Koordinaterna för den visas i boxen till höger.